# Dobri dupin
Dobri dupin (lat. Tursiops truncatus) vrsta je dupina koja živi i u Jadranu. Dupini se ubrajaju u najpoznatije i najomiljenije morske sisavce, a dobri dupin je vjerojatno najbolje poznata i jedna od najrasprostranjenijih vrsta u skupini dupina.
Red kitovi (Cetacea) dijeli se u tri skupine koje se međusobno bitno razlikuju. U prvu, prastaru skupina spadaju vrste poznate samo po fosilnim ostacima. To su prakitovi (Achaeoceti). U prijašnje ili danas živuće kitove spadaju dvije međusobno vrlo različite skupine. To su kitovi usani (Mysticeti) u koju spada svega desetak vrsta, a neki od njih su najveće ikad živuće životinje na Zemlji kao npr. plavetni kit (Balaenoptera musculus) dug i do 30 metara. Upravo ovu skupinu uobičajeno nazivamo kitovima. Treća skupina su kitovi zubani (Ortodenti). Kod ove skupine zubi su razvijeni u različitom obliku i broju, od svega nekoliko pa do više stotina, a služe im za hvatanje plijena. U kitove zubane spada i porodica Delphinidae – dupini. S obzirom na tradicionalna imena koja svoje porijeklo imaju u davnoj prošlosti moguće je da imena nekih zubana unesu zabunu kako se radi o kitovima usanima (npr. kit ubojica kojeg danas sve češće zovemo orka). 
Dobri dupin ima izduženi hidrodinamični oblik tijela, a boja varira od tamno plave do smeđe-sive na leđima, preko svijetlo sive na bokovima i bijele na trbuhu, koja može poprimiti i ružičastu nijansu tijekom ljeta kad je temperatura mora viša. Odrasli dobri dupini dugački su od 2 do 4 metra, a težina se može kretati između 100 i 500 kg. Odrasle jedinke populacije koja naseljava Jadran dosižu najveću dužinu od oko 3 metra. Dobri dupini, sa svojim čelično-plavim leđima i njuškama kojima kao da se smiješe, vrlo su inteligentne i društvene životinje. 

## Rasprostranjenost
Opažanja i bilježenje pojavljivanja kitova u Jadranu datiraju od sredine 19. stoljeća pa i ranije. Koliko nam je poznato do sada je u Jadranu zabilježeno opažanje ukupno deset ili jedanaest vrsta kitova. No od svih njih samo su dvije vrste dupina – dobri dupin (Tursiops truncatus) i kratkokljuni obični dupin (Delphinus delphis)  – naše zavičajne vrste, vrste koje su se u Jadranu razmnožavale i koje su se mogle često susresti. Na žalost, danas se taj broj još smanjuje jer se obični dupin smatra regionalno izumrlom vrstom u sjevernom Jadranu. Ostale vrste većinom su stanovnici Mediterana koji u Jadran povremeno zalutaju. Stoga je većina naših susreta na moru upravo s dobrim dupinima. Mediteranske vrste koje se češće susreću u Jadranu su prugasti dupin (Stenella coeruleoalba), danas najbrojnija vrsta u cijelom Mediteranu, glavati dupin (Grampus griseus) te veliki kit (Balaenoptera physalus), drugi po veličini i ujedno jedan od najbržih kitova.
Vrsta dupina, koja živi u cijelom Jadranu i češće se susreće na moru, su dobri dupini. Izuzetna prilagodljivost i oportunističnost omogućila im je naseljavanje gotovo svih oceana i mora tropskog, suptropskog i umjerenog pojasa. Staništa u kojima žive dobri dupini su raznolika. Općenito, naseljavaju dublja područja mora i oceana, te priobalne i pliće vode, riječna ušća, zaljeve, lagune, estuarije, a ulaze čak i u rijeke. S obzirom na različitost staništa koja naseljavaju, poznata su dva ekotipa dobrih dupina – pučinski, veći, vezan za otvoreni ocean te priobalni, koji je manji i pokazuje vezanost (rezidentnost) području u kojem obitava tvoreći zajednice različitih veličina. Priobalni ekotip jedini je prisutan u Mediteranu i Jadranu, a populacija je razdijeljena u relativno male zajednice duž obale. Dobri dupini hrane se pretežno pridnenom ribom, manjim pelagičkim vrstama plave ribe te u manjoj mjeri glavonošcima i rakovima
Jedina za sada poznata rezidentna zajednica dobrih dupina u Jadranskom moru obitava u području Kvarnerića, te je predmet opsežnog znanstvenog istraživanja koje je započeto još 1987. godine. Kako istraživanje traje neprekidno već 17 godina ti dupini su danas jedna od najbolje istraženih skupina u cijelom Mediteranu a prikupljene informacije o njihovom životu mogu nam poslužiti kao dobra ilustracija kako žive i drugdje u Jadranu.
U vodama Cresa i Lošinja najčešće se susreću skupine od dvije ili tri životinje, no u skupini se mogu naći i po 30 – 40 životinja. Ipak tolike skupine su rijetke.

## Osnovne značajke
- Dužina: do 3,6 metara
- Težina: 150-500 kg
- Životni vijek: do 50 godina
- Zaštita vrste: Prema Pravilniku o zaštiti pojedinih vrsta sisavaca (Mammalia) (Narodne novine br. 31 od 9. svibnja 1995. g.) u Hrvatskoj su proglašeni posebno zaštićenom životinjskom vrstom kitovi (Cetacea), i to:
  - dobri dupin (Tursiops truncatus);
  - mali (obični) dupin (Delphiunus delphis);
  - sve ostale vrste kitova koji se zateknu u Jadranu

Za razliku od riba, dupini udišu zrak te moraju izlaziti na površinu svakih nekoliko minuta da bi udahnuli. Nosni otvor se nalazi na gornjoj strani glave i prekriven je mišićem koji omogućuje potpuno zatvaranje nosnica prilikom urona.
Dobri dupini u potrazi za ribom obično ostaju pod morem 4-5 minuta. Najduže trajanje urona koje je izmjereno u Hrvatskoj je trajalo 6 minuta i 55 sekundi.

## Razmnožavanje
Mladi se kote većinom tijekom ljeta, no čini se da su u ovom području okoti sinkronizirani i događaju se svake druge godine. Ženka, nakon dvanaest mjeseci skotnosti, koti jedno mladunče, koje doji godinu dana i duže, a mladunac ostaje s majkom i po nekoliko godina. Majka i mladunče su u bliskom kontaktu sve dok se mladunac nije sposoban brinuti za sebe. Mužjaci nisu aktivno uključeni u odgajanje mladih. Spolnu zrelost dobri dupini dostižu s desetak godina, nakon čega ženka može imati mlado svakih 4 do 6 godina. Dobri dupini mogu živjeti i preko 50 godina. 
Dva, a katkad čak i više dupina, služe kao "babice" te pomažu majci i štite je od napada morskih pasa privučenih krvlju koja istječe pri porodu. Mladunac se rađa na zadak jer bi se inače ugušio u vodi. Nakon poroda čitava ta skupina gurka mladunca na morsku površinu kako bi prvi put udahnuo zrak. Dupini su kod poroda veoma ovisni o toj pomoći svojih srodnika. 
Takvu pomoć pružaju i u slučaju ozlijeđenog dupina. Na njegovo zdvojno zapomaganje žure ostali dupini odmah u pomoć, podupiru ga i iznose na površinu vode da pravodobno dođe do zraka.
Majka doji mladunca najmanje 16 mjeseci, tako da tek svake dvije do tri godine donosi na svijet novog mladunca. Vjerojatno se svaki put pari s nekim drugim mužjakom. Mladunac postaje potpuno samostalan nakon godinu i pol, a spolnu zrelost dostiže tek sa 6 godina.

## Način života
Dupini su vrlo društvene životinje i žive u skupinama različite veličine i različitog sastava: to mogu biti životinje istog spola ili mužjaci i ženke zajedno sa svojim mladuncima. Pomažu si u lovu, kod poroda i bolesti. Njihovo prijateljsko i lojalno ponašanje za dupine je od životne važnosti.
Dupini se međusobno sporazumijevaju raznim zvukovima.  Nije poznato koliko je razvijen njihov "jezik", ali je sigurno da se oni prepoznaju i da međusobno "razgovaraju". 

## Hrana i način lova
Glavnu hranu dupina sačinjavaju različite vrste riba, glavonošci, mekušci pa i rakovi. Međutim, najčešće love ribe različitih veličina. Svoj način lova prilagođuju vrsti plijena koja im je u tom trenutku na raspolaganju.
U području Lošinja dupini provode većinu svog vremena u potrazi za hranom, koju je često teško pronaći u dovoljnim količinama. U lovu i potrazi za hranom ostaju pod vodom oko 2-3 minute, ali u slučaju potrebe mogu ostati pod vodom i preko 6 minuta.
Zvuk ima ogromnu važnost u životu dupina. Koriste ga za traženje i hvatanje plijena, za komunikaciju s ostalima i za dobivanje akustične karte njihovog okoliša. Slušanje i analiza zvukova dupina predstavlja odlično sredstvo za istraživanje. Zvuci koje proizvode pružaju nam informacije o njihovoj aktivnosti ispod površine ili načinu hranjenja čak i kad nije moguće direktno promatrati njihovo ponašanje. Također zvuk je i jedan od zagađivača životnog prostora dupina jer se većina zvukova koje proizvode čamci, gliseri ili brodovi, posebno oni uzrokovani okretanjem propelera, preklapaju s frekvencijama koje koriste dupini. To uzrokuje uznemiravanje tijekom njihovih dnevnih aktivnosti, ponekad prisiljavajući dupine da napuste najomiljenija područja za hranjenje i razmnožavanje. Zato je važno poštovati pravila ponašanja u blizini dupina.

Kad naiđu na veliko jato riba, skupi ih se na stotine i love zajedno, glasno se sporazumijevajući. Kad im se dupini približe, ribe pokušavaju pobjeći u raznim smjerovima, no dupini se međusobno "dovikuju" dajući si upute. Na taj način će ih stjerati u gusto jato koje bježi prema površini. No to je zamka, jer ih ondje opet čekaju dupini. Pretpostavlja se da ih pritom svojim glasanjem dodatno plaše.
Ako ribe plivaju na otvorenom moru pojedinačno ili u jatima, tada dupini love danju. U doba kad su takva jata rjeđa, dupini se upuštaju u noćni lov na razne mekušce i ribe koje žive na dnu mora.
Čini se da dupine u lovu uvijek predvodi jedan član jata te da se pri traženju riba koriste svojim eholokacijskim sustavom.
Dobri dupini su zbog svoje prehrane često u izravnoj konkurenciji s ribarima. Dupini su poznati po svojoj znatiželji, zbog čega se ponekad zapliću u mreže, pogotovo mreže stajaćice. To je često uzrok prerane smrti ovih životinja.
Dobri dupini nastanjuju gotovo sva mora i oceane diljem svijeta. Međutim ne postoji potpuna procjena broja jedinki u svijetu. U Sredozemlju trenutni broj se procjenjuje na manje od 10.000 jedinki. Zagađenje, prekomjerni izlov ribe i uništavanje staništa, ne smanjuju samo broj ovih dupina već uništavaju i smanjuju područja gdje bi mogli živjeti.

## Jadranski projekt
Plavi svijet Institut za istraživanje i zaštitu mora iz Velog Lošinja osnovan je 1999. godine. Glavni ciljevi njihovog rada su provoditi i promovirati proučavanje i zaštitu kitova (Cetacea) i drugih morskih organizama te morskog okoliša u cjelini, unaprjeđivati zaštitu faune i flore te vrijednih područja, promovirati održivi razvitak priobalnih i otočnih područja te educirati, posebice mlade, o problemima vezanim uz istraživanje i zaštitu prirode i morskog okoliša. Plavi svijet u svom radu surađuje s brojnim domaćim i stranim organizacijama i institucijama, a partner je i međunarodnog Sporazuma o zaštiti kitova Mediterana, Crnog mora i susjednog atlantskog područja kojeg je ratificirala i Hrvatska. Kako bi ispunio svoje ciljeve, Plavi svijet trenutno provodi nekoliko projekata. To su – Jadranski projekt dupin – dugoročni znanstveno-istraživački projekt koji se bavi biologijom i ekologijom dobrih dupina sjevernog Jadrana; Lošinjski rezervat za dupine – istraživačko-zaštitarski projekt s ciljem osnivanja najvećeg zaštićenog područja u Jadranu te izradom integriranog plana upravljanja; Lošinjski edukacijski centar o moru – projekt osnivanja edukacijsko-interpretacijskog centra koji će promovirati i podučavati najširu javnost o ekologiji mora i morskih organizama; Dan dupina – promotivno-edukacijsko-zaštitarski događaj kojim se skreće svijest javnosti na probleme očuvanja mora i morskih organizama te pojedinačni manji projekti koji se provode unutar prije navedenih projekata ili kao kraće, jednokratne aktivnosti.
Također, edukacijski centar se može posjetiti na Lošinju, koji je otvoren tijekom cijele godine. U njemu se može upoznati zajednicu dobrih dupina koji se istražuju te okoliš i područje u kojem oni žive. U Centru se organiziraju razna predavanja i radionice. 
Jadranski projekt dupin djeluje od 1987. godine, što ga čini najdužim istraživanjem dobrih dupina u Sredozemnom moru. U Hrvatskoj je područje Lošinjskog akvatorija poznato i dobro dokumentirano stanište dobrih dupina.
Standardna istraživačka procedura uključuje fotoidentifikaciju, bilježenje ponašanja te snimanja glasanja. Također, prikupljaju se i informacije o tome kako dupini koriste stanište, o njihovoj društvenoj strukturi i međusobnim odnosima u skupinama, natalitetu itd. 
Fotografiranje leđnih peraja dupina je osnovna metoda za identifikaciju, kako bi naknadno utvrdili koje dupine smo susreli. S obzirom na to da je svaka leđna peraja pojedinog dobrog dupina koji živi u Lošinjskom akvatoriju različita, možemo prepoznati svakog pojedinog dupina gotovo na jednak način kako se i ljudi mogu prepoznati po otisku prsta. Leđne peraje međusobno se razlikuju svojim oblikom, visinom, širinom te oznakama na perajama koje svaki dupin “sakuplja” tijekom svog života. U svojim igrama, borbama i drugim međusobnim interakcijama svaki dupin dobiva određene ureze, ogrebotine, ožiljke i slično pa tako svaki dobri dupin ima jedinstvenu leđnu peraju koja se u potpunosti razlikuje od peraja ostalih dupina. Zato je leđna peraja jedinstvena kao i otisak prsta. 
Neke od tih peraja toliko su prepoznatljive da iskusno oko dupina može prepoznati već samo jednim pogledom bez dugotrajnih sati uspoređivanja snimljene fotografije s katalogom u kojem se nalaze snimke i crteži leđnih peraja svih do sada upoznatih dupina Lošinjskog akvatorija. Ipak, radi dokumentacije ali i drugih analiza koje se na fotografijama mogu napraviti obavezno je snimanje svih leđnih peraja dupina u skupini. A da bi se lakše snalazili svaki od dupina koji su u projektu dobili su i ime, a na taj način se i s njima zbližava. Tako postoje Phil, Cate, Monka, Faccia, Vivian, Giuse, Susan, Freccia bianca, Pinna vibrante i druge. No još je nešto zanimljivo u vezi s njihovim imenima - imena ne predstavljaju i spol jedinke. 
Kod dobrih dupina naime ne postoji spolni dimorfizam tj. ne postoje razlike u izgledu mužjaka i ženki. Samo u slučaju da se dupin okrene na leđa i pokaže nam svoj trbuh i genitalno područje možemo znati kojeg je on spola. Također, ako se u neposrednoj blizini odrasle jedinke nalazi mladunče možemo znati da se radi o ženki, jer su “dupinke” izuzetno brižne majke koje se od svojih mladunaca ne odvajaju. Do sada je tako identificiran spol svega pedesetak životinja dok se ostalima spol ne zna.
Veličina zajednice koja boravi u akvatoriju Lošinja i Cresa procijenjena je na oko 120 jedinki. To ne znači da je u akvatoriju koje se istražuje uvijek prisutno svih 120 dupina ili da se oni koriste isključivo tim područjem. Naprotiv, dupini iz zajednice koja boravi u području Lošinja odlazi i prema sjeveru i prema jugu. 
Ipak, usporedbom s leđnim perajama dobrih dupina snimljenih istraživanjem drugih područja (Kornati, Istra, Tršćanski zaljev,…) još nisu pronađeni «naše» dupini u tim područjima, već se radi o novim nepoznatim dupinima. 
Primijećeno je da se neki dupini susreću češće od drugih, a da neki imaju “vlastita” područja u kojima borave. Također su primijećena i prijateljstva i suparništva između dupina. Tako je recimo jedan od najpoznatijih i najdruželjubivijih dupina Kvarnerića Freccia Bianca (Bijela strijela, ime je dobio zbog izrazito bijele leđne peraje) poznat još od 1988. Njegov “najbolji prijatelj”, odnosno dupin s kojim se najčešće susreće i druži, je Laura. Laura je unatoč imenu koje ima vrlo vjerojatno mužjak. Za razliku od njega Giuseppe, ili nadimkom Giuse, je ženka koja je 1994. godine imala mladunca imenom Marko. Giuse je bila vrlo brižljiva majka. Knife, dupin izrazitog oblika leđne peraje jedan je od samotnjaka koje poznamo još od 1990. Svaki od dupina tijekom vremena pokazao je određeni karakter i osobnost.
Analizom podataka o ponašanju i društvenoj strukturi saznalo se da se mužjaci uglavnom drže u manjim skupinama, dok ženke koje imaju mlade prave veće skupine. Ljudima s mora možda su najzanimljivije skupine mladih dupina koje u slengu nazivamo «vandali». Vandali su mladi dupini, rekli bi dupinski «teenageri», koji se s obzirom na to da još nemaju svoje «mjesto» u društvenoj strukturi udružuju se u manje skupine. Takve skupine uvijek su izrazito aktivne i znatiželjne te se rado približavaju plovilima i surfaju na pramčanom valu ili pak izvode razne akrobacije. Ipak, dupini u skupinama stalno se izmjenjuju, što pokazuje izuzetno dinamičnu društvenu strukturu, a upravo susreti raznih skupina vrijeme je kada se dupini najviše igraju, pozdravljaju i izvode najviše skokova. Kad je hrane malo i teško ju je pronaći, dupini se mogu razdvojiti u manje skupine. Skupine se ponovo mogu okupiti kada je hrane dovoljno za sve, zbog društvenih razloga ili reprodukcije.
U katalogu je više od 160 jedinki, koje su radi lakšeg raspoznavanja imenovane.
Snimanjem i analizom zvukova koje dupini stvaraju također se utvrđuju brojne činjenice. Pojedini zvukovi su karakteristični za pojedina ponašanja te se pomoću njih zaključuje da li dupini love ribu ili se igraju. Aktivnosti kao što su udarci repom o vodu, visoki skokovi i nagli, snažni izdisaji, mogu također imati značenje u međusobnoj komunikaciji dupina. 

## Ugroženost dupina
S obzirom na malu površinu i zatvorenost Jadranskog mora, te velik pritisak stanovništva, a naročito turista ljeti, dupini u Jadranu suočeni su s više uzroka ugroženosti. Zagađenje mora, koje dolazi s kopna u obliku različitih otrovnih tvari, procesom nakupljanja u organizmu u velikim količinama gomila se u tkivima dupina, te ima dugoročan učinak na populaciju (smanjenje reproduktivne sposobnost, povećana smrtnost mladunaca, smanjenja imuniteta i pojave bolesti, parazitskih infekcija te patoloških promjena na organima). 
Prekomjeran izlov morskih organizama koji im služe za hranu također predstavlja veliku prijetnju opstanku dobrih dupina u Jadranu. U području Lošinjskog arhipelaga dobri dupini provode čak oko 80% u aktivnostima koje su vezane uz lov i traženje hrane, a niti u drugim područjima Jadrana nije bolje. Uznemiravanje, prvenstveno plovilima, koja fizički sprječavaju dupine u kretanju, te zagađenje bukom koju proizvode motori plovila onemogućavaju komunikaciju i snalaženje, naročito tijekom ljetnih mjeseci s obzirom na velik broj turista koji posjećuje obalu i predstavljaju još jedan uzrok ugroženosti. Degradacija i cjepkanje staništa (povezana s kočarenjem, izgradnjom u priobalju i sl.), slučajni ulov u mreže i namjerno ubijanje, te plutajući otpad (prvenstveno plastika) koji dupini povremeno progutaju i zbog toga ugibaju, daljnji su uzroci ugroženosti. Svi navedeni uzroci zajedno dovode do stvaranja malih, izoliranih skupina unutar već ionako razdijeljene populacije, koja bez zaštite ne može dugoročno opstati.

## 14. Dan dupina
U Velom Lošinju se  5. i 6. kolovoza 2006. održavao Dan dupina, tradicionalna manifestacija kojom se skreće pozornost javnosti na probleme zaštite mora i naravno, dupina. Poseban naglasak je na edukaciji o zaštiti mora i dobrih dupina te potrebi očuvanja okoliša. Tijekom Dana dupina organiziraju se igre, sportska natjecanja, izbor najboljih likovnih radova, predavanja, tombolu, oslikavanje rive, koncerte itd. Dan dupina je tradicionalni edukacijski, informativni i zaštitarski program kojim se omogućuje širenje informacija o prisutnosti dobrih dupina u Jadranu i nužnosti očuvanja njihova prirodnog okoliša. Također se teži razvijanju kontakata s drugim sličnim projektima u nas i u drugim zemljama i promoviranju uravnoteženog i zdravog odnosa prema okolišu. Skretanjem pozornosti javnosti i posebice djece o potrebi očuvanja okoliša te jedine poznate rezidentne zajednice dobrih dupina u Jadranu - Lošinjskih dobrih dupina, želi se pomoći očuvanju našeg mora i njegovih obala. Kroz brojne aktivnosti želi se motivirati djecu i odrasle da tijekom cijele godine brinu o okolišu te prihvate način ponašanja koji će doprinijeti njegovom očuvanju.
Tijekom proslave 14. Dana dupina 6. kolovoza 2006. godine Ministarstvo kulture proglasilo je preventivnu zaštitu morskog područja oko cresko-lošinjskog arhipelaga.

## Vanjske poveznice
- Plavi svijet, Institut za istraživanje i zaštitu mora, Veli Lošinj